# Blécourt (Nord)
 Blécourt  ist eine französische Gemeinde mit 309 Einwohnern (Stand 1. Januar 2022) im Département Nord in der Region Hauts-de-France; sie gehört zum Arrondissement Cambrai, zum Kanton Cambrai und zum Gemeindeverband Communauté d’agglomération de Cambrai.

## Geografie
Die Gemeinde Blécourt liegt sechs Kilometer nördlich von Cambrai. Nachbargemeinden von Blécourt sind Abancourt im Norden, Bantigny im Nordosten, Cuvillers im Osten, Ramillies im Südosten, Tilloy-lez-Cambrai im Süden und Sancourt im Westen. An der südöstlichen Gemeindegrenze verläuft die Autoroute A2.

## Bevölkerungsentwicklung
| Jahr                       | 1962 | 1968 | 1975 | 1982 | 1990 | 1999 | 2009 | 2020 |
| Einwohner                  | 276  | 264  | 273  | 326  | 326  | 344  | 360  | 302  |
| Quellen: Cassini und INSEE |      |      |      |      |      |      |      |      |

## Sehenswürdigkeiten

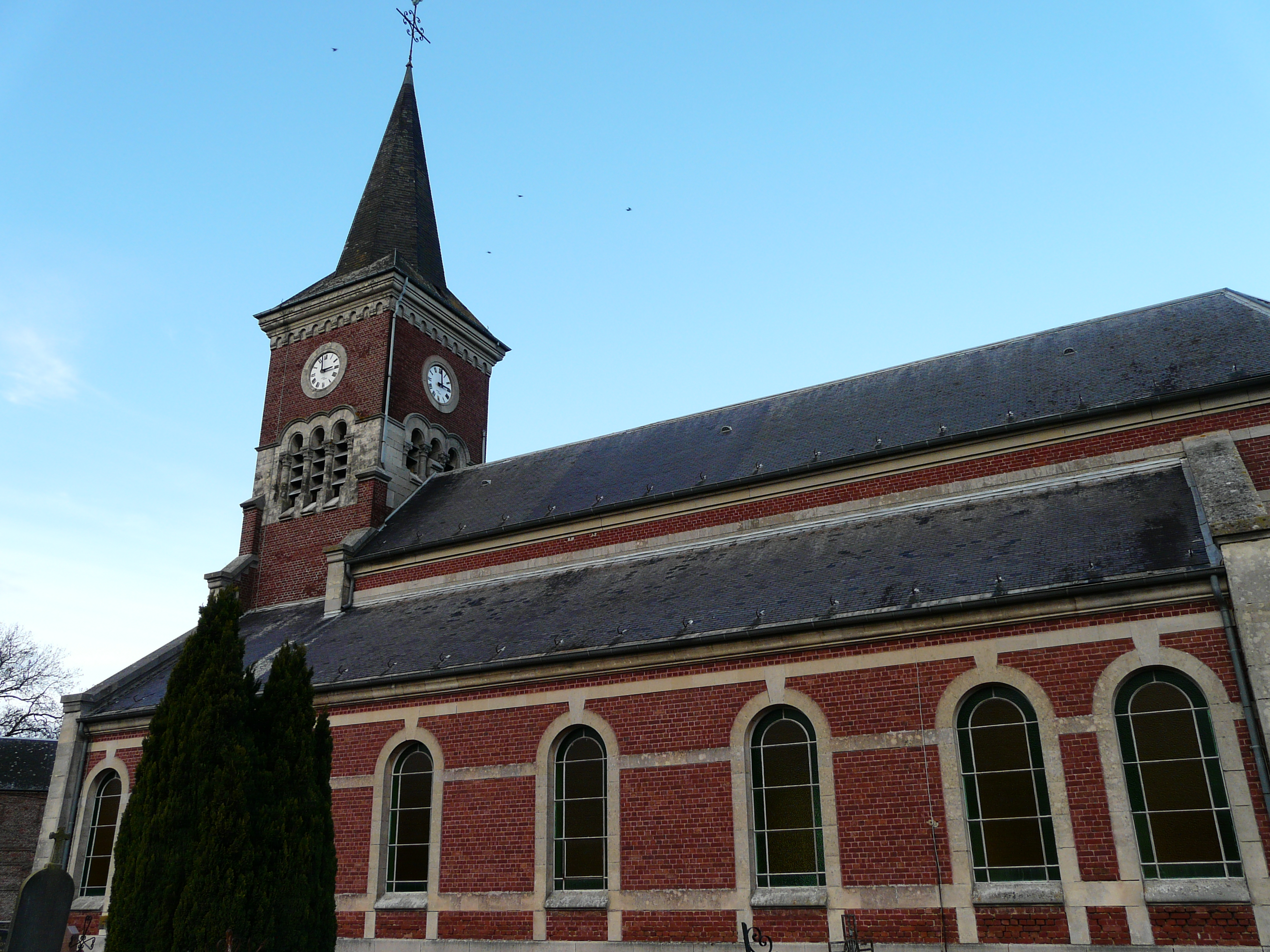
Kirche Notre-Dame-du-Saint-Rosaire
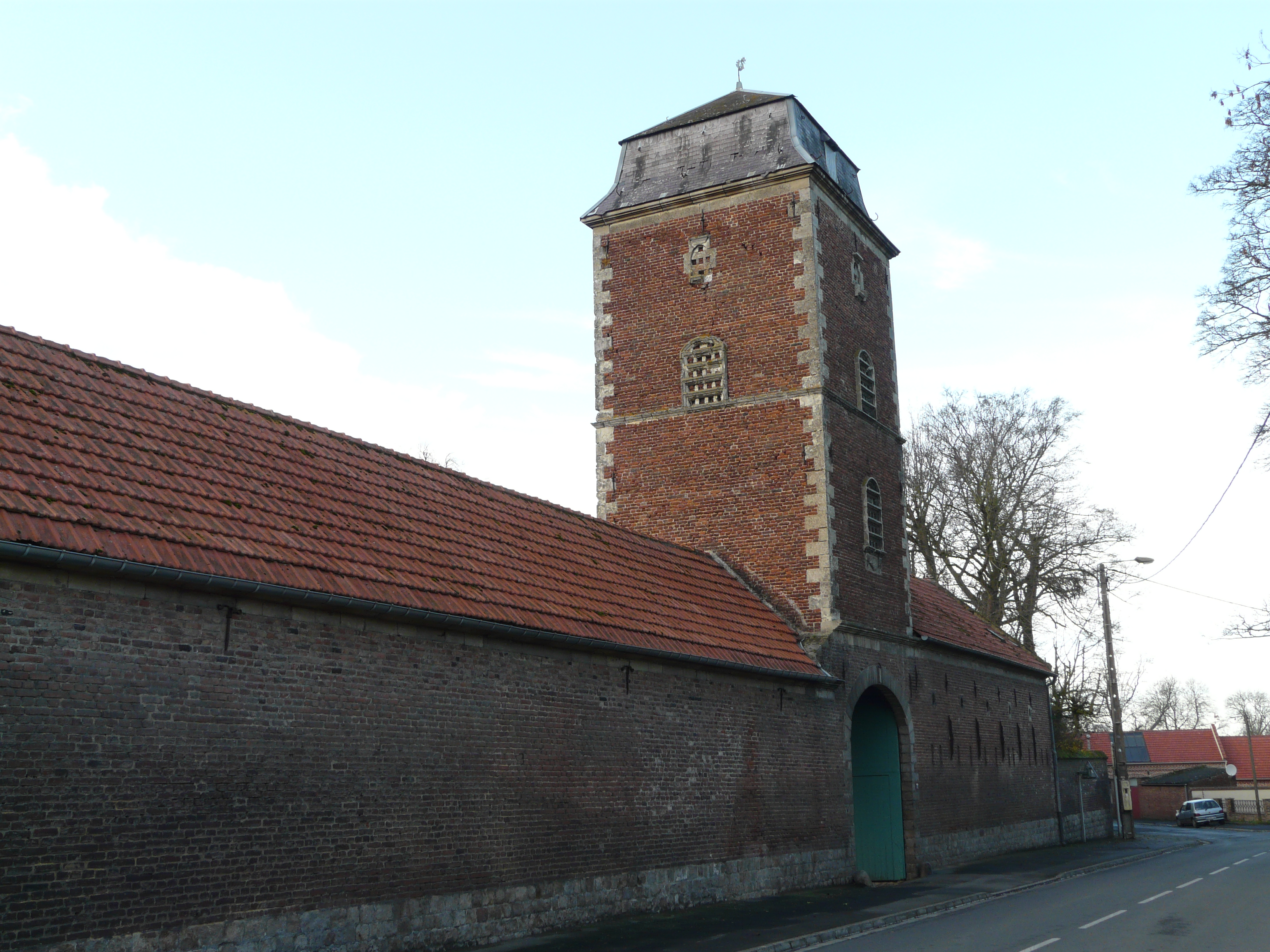
Taubenturm
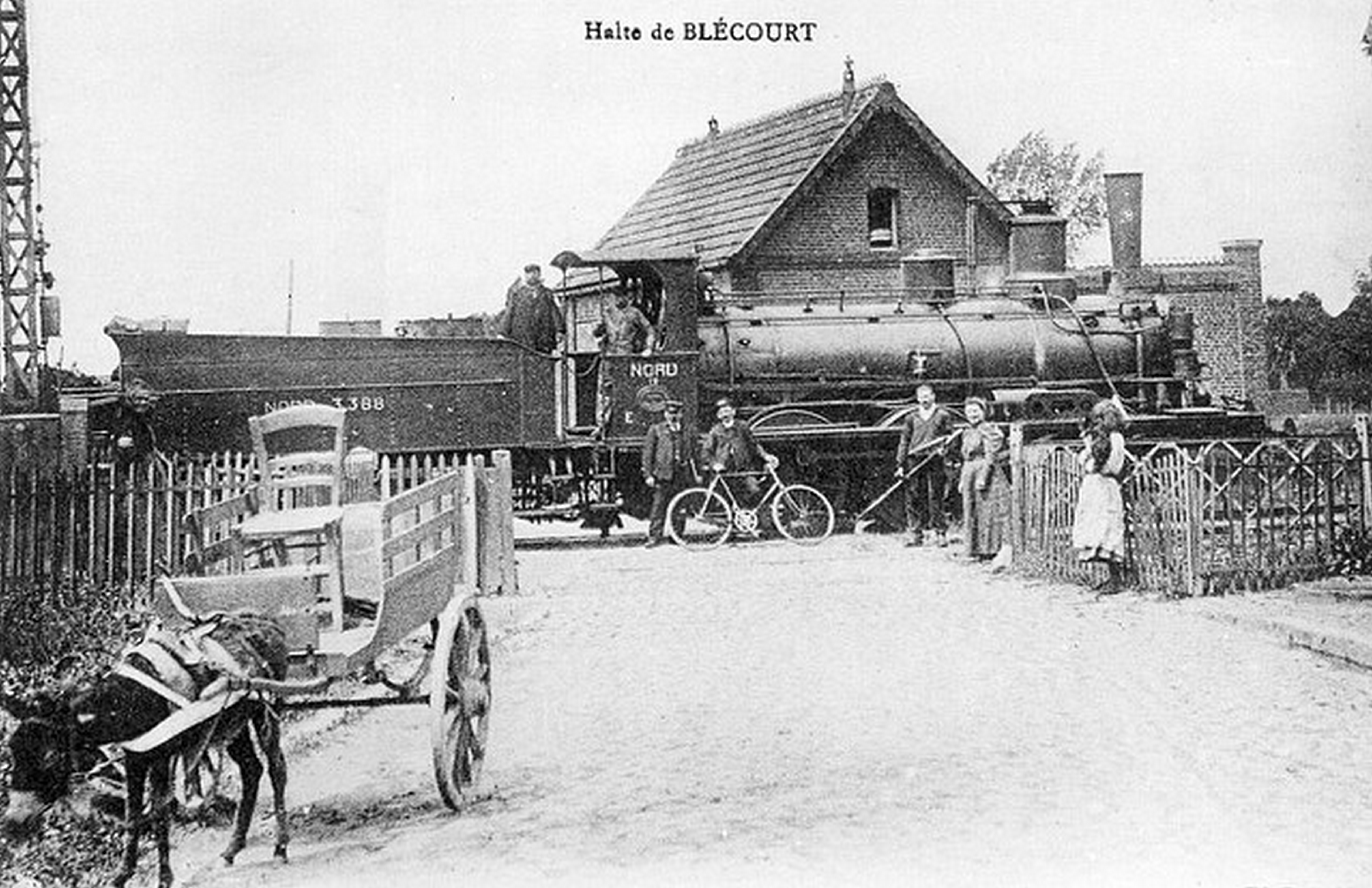
Bahnstation Blécurt auf einer alten Postkarte

- Wasserturm

- Kirche Notre-Dame-du-Saint-Rosaire
- Taubenturm
- Bahnstation Blécurt auf einer alten Postkarte